# Österreichisches Filminstitut

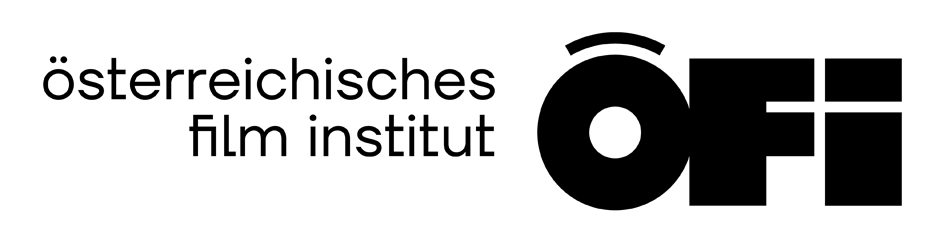

Das Österreichische Filminstitut (ÖFI) ist Österreichs größte Filmförderungseinrichtung. Es fördert den Kinofilm als kulturelles Gut und das österreichische Filmwesen und trägt damit zur Stärkung der österreichischen Filmwirtschaft und der kreativ-künstlerischen Qualität des österreichischen Films bei. Das Filminstitut ist eine juristische Person des öffentlichen Rechts und hat seinen Sitz in Wien. Das Geschäftsjahr ist das Kalenderjahr. Direktor des Filminstituts ist seit Mai 2004 Roland Teichmann.

## Geschichte
Der Österreichische Filmförderungsfonds wurde 1981 gegründet, basierend auf dem Bundesgesetz vom 25. November 1980 über die Förderung des österreichischen Films (Filmförderungsgesetz). Letzte Änderungen im Filmfördergesetz stammen aus dem Jahr 2014.

## Aufgaben
Die Aufgaben sind:
- die Herstellung, die Verbreitung und Vermarktung österreichischer Filme zu unterstützen, die geeignet sind, sowohl entsprechende Publikumsakzeptanz als auch internationale Anerkennung zu erreichen und dadurch die Wirtschaftlichkeit, die Qualität, die Eigenständigkeit und die kulturelle Identität des österreichischen Filmschaffens zu steigern,
- die kulturellen, gesamtwirtschaftlichen und internationalen Belange des österreichischen Filmschaffens zu unterstützen, insbesondere durch Maßnahmen zur Nachwuchsförderung sowie durch Erstellung eines jährlichen Filmwirtschaftsberichts,
- die internationale Orientierung des österreichischen Filmschaffens und damit die Grundlagen für die Verbreitung und marktgerechte Auswertung des österreichischen Films im Inland und seine wirtschaftliche und kulturelle Ausstrahlung im Ausland zu verbessern, insbesondere durch die Förderung der Präsentation des österreichischen Films im In- und Ausland,
- österreichisch-ausländische Koproduktionen zu unterstützen,
- die Zusammenarbeit zwischen der Filmwirtschaft und den Fernsehveranstaltern zur Stärkung des österreichischen Kinofilms zu unterstützen,
- auf eine Abstimmung und Koordinierung der Filmförderung des Bundes und der Länder (Regionalförderungen) hinzuwirken.

## Förderungsgrundlagen
Seit 2013 beträgt das jährliche Budget 20 Millionen Euro.

### Förderungssystem
Das Förderungssystem besteht aus einer selektiven projektbezogenen Filmförderung – wobei die Förderungswürdigkeit eines Filmprojektes durch die Projektkommission beurteilt wird – sowie einer automatischen erfolgsabhängigen Filmförderung (Referenzfilmförderung; der Erfolg des Referenzfilms wird seit 1987 nach künstlerischen und/oder wirtschaftlichen Kriterien bemessen).
Die Entscheidungen im Rahmen der Projektförderung trifft eine Projektkommission. Sie besteht aus dem Direktor des Filminstituts als Vorsitzenden und vier sachkundigen Mitgliedern aus den Bereichen Drehbuch, Regie, Produktion und Verwertung.

### Förderungsgegenstände
Förderungsgegenstände sind
- die Stoffentwicklung;
- die Projektentwicklung
- Herstellung: in Eigenverantwortung von österreichischen Filmherstellern produzierte österreichische Filme und internationale Koproduktionen mit österreichischer Beteiligung;
- Verwertung (Kinostart und Filmfestivalteilnahmen)
- Berufliche Weiterbildung von im Filmwesen künstlerisch, technisch oder kaufmännisch tätigen Personen oder deren Interessensvertretungen

### Förderungsvoraussetzungen
Förderungsvoraussetzungen für Bewerber sind die österreichische Staatsbürgerschaft sowie ein Wohnsitz im Inland, wobei Staatsangehörige von Vertragsparteien des Abkommens AEUV und des Europäischen Wirtschaftsraumes österreichischen Staatsbürgern gleichgestellt sind. Ist der Förderungswerber eine juristische Person oder eine Personengesellschaft des Handelsrechts, so muss er seinen Sitz im Inland haben, oder, sofern er seinen Sitz in einem anderen Vertragsstaat des Abkommens über den Europäischen Wirtschaftsraum Europäischen Wirtschaftsraum hat, eine Zweigniederlassung oder Betriebsstätte im Inland haben und die Verantwortung für die Durchführung des Filmvorhabens tragen.